# Ado (football)
Pour les articles homonymes, voir Ado.
Eduardo Roberto Stinghen, surnommé Ado, né le 4 juillet 1944 à Jaraguá do Sul (Brésil), est un footballeur international brésilien évoluant au poste de gardien de but.

## Biographie
Au cours de sa carrière, il évolue dans les clubs brésiliens de Londrina, Corinthians, America FC, Atlético Mineiro, Portuguesa, Santos, Ferroviário, Fortaleza, Velo Clube et Bragantino
De 1969 à 1974, Ado évolue au Sport Club Corinthians Paulista, période où il est sélectionné en équipe du Brésil de football. Avec la sélection brésilienne il joue deux matchs amicaux et fait partie de l'équipe ayant remporté la Coupe du monde de football de 1970, bien qu'il n'ait joué aucun match.

## Palmarès
- Vainqueur de la Coupe du monde de football de 1970 avec l'équipe du Brésil de football.